# 伊藤正康
伊藤 正康（いとう まさやす、1922年12月29日 - 2009年6月11日）は、日本の陸軍軍人、陸上自衛官、作曲家。

## 略歴
陸軍士官学校56期、歩兵第17連隊に所属しフィリピンを転戦。終戦時陸軍大尉。第二次世界大戦後、戦犯死刑囚としてフィリピンのモンテンルパにある刑務所に収容された。
1951年、自身と同じ死刑判決をうけた日本の兵士が絞首刑に処されたのを契機に、同僚たちを勇気付けるため、伊藤と同じく死刑囚となっていた代田銀太郎が作詞した「ああモンテンルパの夜は更けて」に曲をつけた。この歌は1952年に当時の日本を代表する歌手であった渡辺はま子が歌い、日本でのレコードの売り上げが20万枚という空前の大ヒットとなった。
渡辺はこの年の暮れに収容所を慰問。代田や伊藤、それに曲作りを発案・指導した教誨師の加賀尾秀忍ら108名の日本人兵士とともに「ああモンテルンパの夜は更けて」を涙ながらに熱唱したという。この歌がきっかけとなって、フィリピンのキリノ大統領による日本人戦犯の特赦、釈放が行われたともいわれ、結果的に伊藤は多くの日本人戦犯の命を救った。伊藤も1953年に赦免をうけ復員した。
復員後は陸上自衛隊幹部自衛官となり東部方面総監部幕僚長兼市ヶ谷駐屯地司令、第6師団長、陸上自衛隊富士学校長などを歴任した。2009年6月11日、心不全のため死去（享年86）。

## 演じた人物
- カゴシマジロー - 舞台『モンテンルパ』（2021年、トム・プロジェクト製作）[2]